# Hästtjärnen (Arvidsjaurs socken, Lappland, 728435-170076)
Hästtjärnen är en sjö i Arvidsjaurs kommun i Lappland och ingår i Piteälvens huvudavrinningsområde. Sjön har en area på 0,0677 kvadratkilometer och ligger 528,2 meter över havet.

## Delavrinningsområde
Hästtjärnen ingår i det delavrinningsområde (728495-169933) som SMHI kallar för Utloppet av Norra Åkkumtjärnen. Medelhöjden är 443 meter över havet och ytan är 13,54 kvadratkilometer. Räknas de 2 avrinningsområdena uppströms in blir den ackumulerade arean 20,96 kvadratkilometer. Holmträskbäcken som avvattnar avrinningsområdet har biflödesordning 3, vilket innebär att vattnet flödar genom totalt 3 vattendrag innan det når havet efter 128 kilometer. Avrinningsområdet består mestadels av skog (77 procent) och sankmarker (20 procent). Avrinningsområdet har 0,21 kvadratkilometer vattenytor vilket ger det en sjöprocent på 1,5 procent.